# العلاقات الفلسطينية الفيجية
العلاقات الفلسطينية الفيجية هي العلاقات الثنائية التي تجمع بين دولة فلسطين وفيجي.

## التاريخ
لا توجد أي علاقات بين البلدين، ولا تعترف فيجي بدولة فلسطين بينما تعترف بإسرائيل منذ أغسطس 1970.
في 10 مايو 2024 بعد اجتماع الجمعية العامة للأمم المتحدة وبتصويت 143 دولة تم اعتماد القرار باعتبار فلسطين دولة كاملة العضوية في الأمم المتحدة. امتنعت فيجي عن التصويت.
في 18 فبراير 2025، دانت وزارة الخارجية والمغتربين الفلسطينية قرار رئيس وزراء حكومة فيجي سيتيفيني رابوكا نقل مقر سفارة بلاده لدى إسرائيل من تل أبيب إلى القدس.

## وصلات خارجية
- موقع وزارة الخارجية الفلسطينية
- موقع وزارة الخارجية الفيجية